# Ховрин, Алексей Юрьевич
Алексей Юрьевич Ховрин (род. 10 июня 1973) — казахстанский пловец, специализировавшийся в плавании вольным стилем. Чемпион Азиатских игр 1994 года, участник Олимпийских игр.

## Биография
Алексей Ховрин родился 10 июня 1973 года.

## Карьера
Алексей Ховрин принял участие на чемпионате мира 1994 года, который прошёл в Италии. На дистанции 50 метров вольным стилем он в предварительном раунде показал время 23,52 с и стал 28-м, что не позволило ему выйти в следующий раунд соревнований. Казахстан участвовал в эстафете 4 по 100 метров вольным стилем, и Ховрин принял участие в заплыве, финишировав на десятом месте.
В октябре 1994 года Ховрин завоевал золото Азиатских играх в Японии на дистанции 50 метров вольным стилем с результатом 23,12 с. На тех же соревнованиях он стал серебряным призёром в эстафете 4 по 100 метров вольным стилем.
В 1996 году Ховрин завоевал серебро на этапе Кубка мира в Германии, а затем принял участие на Олимпийских играх в Атланте. Он стартовал в единственном виде — эстафете 4 по 100 метров вольным стилем, где Казахстан был дисквалифицирован.
Не выступал до 2012 года, когда в возрасте 39 лет принял участие на этапе Кубка мира в ОАЭ. Он сменил виды плавания. На 50 м баттерфляем стал лишь восемнадцатым с результатом 26,18 с, а в плавании на спине был дисквалифицирован.
С 2010 года выступает в категории Мастерс. На Кубке России в Ярославле установил рекорды России на дистанции 50 м баттерфляем и 50 метров на спине.
В 2015 году серебряный призёр Чемпионата Мира по плаванию в категории мастерс.
В 2017 году серебряный призёр Чемпионата Мира по плаванию в категории мастерс.